# Jus talionis
 Der er for få eller ingen kildehenvisninger i denne artikel, hvilket er et problem. Du kan hjælpe ved at angive troværdige kilder til de påstande, som fremføres i artiklen.

Jus talionis, talionsprincippet eller øje for et øje, tand for tand er et juridisk-religiøst princip, der kendes fra mange forskellige kulturer og religioner, og har til formål at sikre proportionalitet mellem forbrydelse og straf.
Klassisk udformet er jus talionis i 2. Mosebog kapitel 21 vers 23-25: Men støder der en ulykke til, skal du betale med liv for liv, øje for øje, tand for tand, hånd for hånd, fod for fod, brandsår for brandsår, flænge for flænge, skramme for skramme.

## Diskussion
Jesus gør op med Jus talionis-princippet i Bjergprædikenen, Matthæusevangeliet kapitel 5 vers 38-42: I har hørt, at der er sagt: "Øje for øje og tand for tand." Men jeg siger jer, at I ikke må sætte jer til modværge mod den, der vil jer noget ondt. Men slår nogen dig på din højre kind, så vend også den anden til. Og vil nogen ved rettens hjælp tage din kjortel, så lad ham også få kappen. Og vil nogen tvinge dig til at følge ham én mil, så gå to mil med ham. Giv den, der beder dig; og vend ikke ryggen til den, der vil låne af dig.
Dog behøver Matthæusevangeliet kapitel 5 vers 38-42 ikke at læses som et opgør med jus talionis, men nærmere som en forlængelse af eller perfektion af jus talionis,  som fremstillet i Moseloven. For tidligere i Bjergprædiken siger Jesus: “Tro ikke, at jeg er kommet for at nedbryde loven eller profeterne. Jeg er ikke kommet for at nedbryde, men for at opfylde.” (Matt 5,17). En helhedslæsning af Bjergprædiken antyder, at Jesu lære ikke afviser princippet om, at en forbryder fortjener straf, der er proportionel med kriminalitetens alvor. Tværtimod forudsættes princippet. Hensigten med jus talionis var at sikre at gerningsmanden fik en proportionel straf og ikke en der var hårdere end fortjent. Jesus afviser derfor ikke godheden ved jus talionis eftersom at barmhjertighed forudsætter at gerningsmanden faktisk har fortjent straffen, som Jesus opfordrer sine disciple til at afstå fra at give. Med denne læsning kan Jesu opfordring til barmhjertighed i 5:17 ses som en forlængelse af retfærdighed udtrykt i Moseloven. 
| Religion | Spire Denne religionsartikel er en spire som bør udbygges. Du er velkommen til at hjælpe Wikipedia ved at udvide den. |